# Балясникова, Мария Ионовна
Мария Ионовна Балясникова (06.08.1916, Ивановская область — 25.07.1977) — бригадир колхоза имени Стаханова Пучежского района Ивановской области, Герой Социалистического Труда.

## Биография
Родилась 6 августа 1916 года в селе Луговое Пучежского района Ивановской области в семье рабочео. Русская. Отец работал на льнопрядильной фабрике в городе Пучеже. Мария с ранних лет познала крестьянский труд, помогая матери в поле. После школы окончила курсы счетоводов.
В колхозе в своем селе, позднее колхоз имени Стаханова, работала с первых дней его создания. После курсов трудилась счетоводом в колхозной конторе, затем заведующей молочнотоварной фермой.
В 1947 году возглавила Луговскую полеводческую бригаду. В бригаде в основном были женщины и дети, после войны прошло мало времени. Вручную, на лошадях, обрабатывали 400 гектаров угодий, из них более 20 гектаров было подо льном. Звеньевой в её бригаде была однофамилица Д. М. Балясникова. В 1949 году бригадой был собран особенно большой урожай льна-долгунца.
Указом Президиума Верховного Совета СССР от 9 июня 1950 года Балясниковой Марии Ионовне присвоено звание Героя Социалистического Труда с вручением ордена Ленина и золотой медали «Серп и Молот».
Работала в колхозе, ставшим колхозом именем Ленина. Избиралась депутатом сельского и районного Советов народных депутатов.
Жила в селе Луговое, последние годы в деревне Стрелка того же района. Скончалась 25 июля 1977 года. Похоронена на кладбище деревни Стрелка.
Награждена орденами Ленина, медалями; также двумя медалями ВДНХ.